# Kabupaten Seluma
Kabupaten Seluma (engelska: Seluma Regency) är ett kabupaten i Indonesien.   Det ligger i provinsen Bengkulu, i den västra delen av landet, 500 km nordväst om huvudstaden Jakarta. Antalet invånare är 182 650.